# عرنية
الفصيلة العَرْنِيَّة
أو الهيبريكية (الاسم العلمي: Hypericaceae) فصيلة نباتية في رتبة الملبيغيات، وضع التسمية العلمية أنطوان لوران دو جوسيو في عام 1789.

## أصنوفات
الأصنوفات الأدنى لهذا الكائن:
- كود سباركل
- تحديث القائمة

جنس:بوغية صامتة 
اسم علمي: Psorospermum

جنس:حفرد 
اسم علمي: Cratoxylum

قبيلة:حفرداوات 
اسم علمي: Cratoxyleae

جنس:دملوق 
اسم علمي: Vismia

قبيلة:دملوقاوات 
اسم علمي: Vismieae

جنس:هارونغة 
اسم علمي: Harungana

جنس:Adenotrias 
اسم علمي: Adenotrias

جنس:Androsaemum 
اسم علمي: Androsaemum

جنس:Androsemum 
اسم علمي: Androsemum

جنس:Ascyrum 
اسم علمي: Ascyrum

جنس:Cratoxylon 
اسم علمي: Cratoxylon

جنس:Eliaea 
اسم علمي: Eliaea

جنس:Eliea 
اسم علمي: Eliea

جنس:Haronga 
اسم علمي: Haronga

قبيلة:Hypericeae 
اسم علمي: Hypericeae

جنس:Lianthus 
اسم علمي: Lianthus

جنس:Olympia 
اسم علمي: Olympia

جنس:Sanidophyllum 
اسم علمي: Sanidophyllum

جنس:Santomasia 
اسم علمي: Santomasia

جنس:Takasagoya 
اسم علمي: Takasagoya

جنس:Thornea 
اسم علمي: Thornea

جنس:Triadenia 
اسم علمي: Triadenia

جنس:Triadenum 
اسم علمي: Triadenum